# Airaphilus hellenicus
Airaphilus hellenicus is een keversoort uit de familie spitshalskevers (Silvanidae). De wetenschappelijke naam van de soort werd in 1917 gepubliceerd door Jan Obenberger.